# Mario & Sonic at the Olympic Games
Mario & Sonic at the Olympic Games (マリオ&ソニック AT 北京オリンピック, Mario ando Sonikku atto Pekin Orinpikku) é um jogo eletrônico para Wii e Nintendo DS, em que, pela primeira vez, Mario e Sonic se juntam em um mesmo jogo. Produzido pela Sega, distribuído no Japão pela Nintendo e na Europa e América do Norte pela própria Sega, o jogo consiste em eventos esportivos dos Jogos Olímpicos de 2008, em Pequim, na China. Foi lançado em novembro de 2007 para o Wii, e em janeiro e fevereiro de 2008 para o DS. O jogo conta com um painel de recordes via Nintendo Wi-Fi Connection.
Uma sequência direta baseada nos Jogos Olímpicos de Inverno de 2010, Mario & Sonic at the Olympic Winter Games, foi lançada em 2009, também para Wii e Nintendo DS.

## Personagens
16 personagens estão no jogo, 8 da franquia Sonic e 8 da série Mario, cada um em uma categoria (força, velocidade, habilidade e balanceado), além da possibilidade de jogar com Miis (na versão de Wii).
| Característica | Equipe Mario | Equipe Mario | Equipe Sonic | Equipe Sonic |
| -------------- | ------------ | ------------ | ------------ | ------------ |
| Equilibrado    | Mario        | Luigi        | Amy          | Blaze        |
| Velocidade     | Daisy        | Yoshi        | Sonic        | Shadow       |
| Força          | Bowser       | Wario        | Vector       | Knuckles     |
| Habilidade     | Peach        | Waluigi      | Tails        | Eggman       |

## Modalidades
Além das atividades básicas, é possível desbloquear os chamados Dream Events ao longo do jogo, que diferem delas pelo uso de habilidades especiais, cenários diferenciados e/ou modalidades incomuns.

### Wii
| - Atletismo – Corrida 100m e 400m rasos - Atletismo – Corrida 110m 400m com barreiras - Atletismo – Corrida Revezamento 4 x 100m - Atletismo – Salto em altura - Atletismo – Salto com vara - Atletismo – Salto em distância - Atletismo – Salto Triplo - Atletismo – Arremesso de martelo - Atletismo – Arremesso de dardo | - Ginástica – Trampolim - Ginástica – Salto sobre o Cavalo - Tiro ao alvo - Remo - Arco e Flecha - Natação – 100 metros livres - Natação – 4 x 100 livres - Esgrima - Tênis de Mesa | - Dream Race (Corrida) - Dream Platform - Dream Fencing (Esgrima) - Dream Table Tennis (Tênis de Mesa) - Dream Table Tennis (Tênis de Mesa) |

### Nintendo DS
| - Atletismo – Corrida 100m e 400m rasos - Atletismo – Corrida 400m com barreiras - Atletismo – Arremesso de Dardo - Atletismo – Arremesso de martelo - Atletismo – Salto a distância - Atletismo – Salto triplo e salto normal - Natação – 100m nado livre - Natação – Plataforma de 10m e de 300m - Ginástica – Trampolim - Ginástica – Salto sobre o cavalo - Esgrima com superpoderes - Tiro ao alvo - Ciclismo - Tênis de Mesa - Arco e flecha | - Dream Corrida: Trata-se de uma corrida como em Mario Kart, mas a pé. - Dream Canoa: Você e mais 3 jogadores sobem em canoas em cima dum lago, e em 1 minuto, quem tiver mais moedas ganha. - Dream Salto a distância: Você vai voando e voando acima do mar, cheio de ilhas, quem ficar na ilha mais longe ganha. - Dream Tênis de Mesa: Como tênis de mesa normal, mas apertando X, você pode dar um golpe especial. - Dream Esgrima: Diferente da esgrima normal, você tem que acabar com o HP do oponente, e pode dar um golpe que o tira da quadra. | - Dream Tiro ao alvo: Você vai entrando cada vez mais fundo num castelo, quem conseguir mais pontos destruindo os inimigos ganha. - Dream Basquete: Você tem que ir atirando bolas em três cestas voadoras, e quanto mais cestas acertadas em um golpe, você ganha mais pontos. - Dream Boxing: Você luta boxe com outro personagem, usando golpes e um ataque especial raramente parado. |